# 10559 Yukihisa
10559 Yukihisa este un asteroid din centura principală de asteroizi.

## Descriere
10559 Yukihisa este un asteroid din centura principală de asteroizi. A fost descoperit pe 16 septembrie 1993 la Kitami de Kin Endate și Kazuro Watanabe. Asteroidul prezintă o orbită caracterizată de o semiaxă mare de 2,26 ua, o excentricitate de 0,21 și o înclinație de 5,7° în raport cu ecliptica.